# Helena Wayne
Helena Wayne, più conosciuta come Cacciatrice (Huntress) della Bronze Age, è figlia del Batman e della Catwoman di Terra-Due, la Terra in un universo alternativo ambientato negli anni sessanta e patria di origine della maggior parte dei supereroi della Golden Age. Il personaggio fu inserito al 42º posto nella lista "100 donne più sexy dei fumetti" stilata da IGN.

## Storia editoriale
La prima comparsa di Helena avvenne in DC Super Stars n. 17 (novembre/dicembre 1977), dove furono narrate le sue origini, e poi in All-Star Comics n. 69 (dicembre 1977), che uscì quello stesso giorno, in cui fu rivelata la sua esistenza alla Justice Society of America. Comparve in Batman Family dal n. 17 al n. 20 quando si espanse nel formato di Dollar Comics per gli ultimi pochi numeri. La massa delle sue storie individuali comparvero come storie di rinforzo nei numeri di Wonder Woman cominciando dal n. 271 (settembre 1980). Dopo la morte del personaggio e della sua cancellazione dalla storia in Crisi sulle Terre infinite n. 12 (1986), la DC creò una nuova Cacciatrice (Helena Bertinelli), il cui costume e gamma di armi erano molto simili a quelli di Helena Wayne.
Un'edizione raccolta in copertina rigida dal titolo The Huntress: Darknight Daughter fu pubblicato nel dicembre 2006. Raccolse DC Super Stars n. 17 e le storie da Batman Family dal n. 18 al n. 20, così come le storie di rinforzo da Wonder Woman dal n. 271 al n. 287, n. 289, n. 290, n. 294 e n, 295. L'illustrazione sulla copertina fu creata da Brian Bolland.

### Versione Terra-Due post-Crisi
Dopo 52 (2007), il sistema del Multiverso DC ripartì con 52 specifici universi alternativi. Una versione alternativa aggiornata del personaggio di Helena Wayne ora risiedeva sulla Terra-Due post-Crisi (separata dalla Terra-Due pre-Crisi originale), e comparve in Justice Society of America vol. 3 in un numero ambientato nel mondo parallelo di Terra-2.
Una delle maggiori differenze tra la Helena di Terra-Due della Bronze Age e la Helena di Terra-2 post-Crisi fu che quest'ultima era attratta romanticamente da Dick Grayson (il primo Robin) e viceversa come affermato in Justice Society of America (terza serie) Annual n. 1. Queste furono delle versioni completamente invertite del personaggio pre-Crisi che pensavano a sé stessi come fratello e sorella, in quanto entrambi furono cresciuti da Bruce Wayne, come affermato in Wonder Woman (prima serie) n. 283. Non è chiaro se la Helena post-Crisi fu cresciuta apertamente come figlia di Bruce Wayne.
Fu anche suggerito che questa Helena era la figlia di Kitty Kane (Batwoman) piuttosto della riformata Selina Kyle come per la Helena pre-Crisi.

## Biografia del personaggio

### Origini
Helena nacque nel 1957 da Bruce Wayne e Selina Kyle Wayne, e crebbe godendo dei benefici di essere l'ereditiera di una famiglia benestante. Da giovane, seguì un'educazione completa, così come l'addestramento dei suoi genitori, Batman e Catwoman, per diventare una superba atleta. Fu sorpresa di scoprire che suo padre era Batman e pensò di Dick Grayson come del suo fratello maggiore. Guardò anche ad Alfred come ad un secondo padre. Dopo aver terminato gli studi, si unì allo studio legale Cranston e Grayson, di cui uno dei partner era appunto Dick Grayson, cioè Robin.
Nel 1976, il criminale Silky Cernak ricattò il suo vecchio capo Selina Kyle perché rientrasse in azione ancora una volta come Catwoman, un'azione che alla fine la portò alla morte. Helena, decidendo di portare Cernak alla giustizia, si creò un costume, modellandosi delle armi dall'equipaggiamento dei suoi genitori (inclusa una balestra di sua creazione) e lo portò dentro. Dopo essere riuscita in questa missione, Helena decise di continuare a combattere il crimine sotto il nome in codice di "Cacciatrice".

### Alleati e avversari
Dopo la morte di suo padre, Helena se ne andò dalla casa di suo padre per trasferirsi in un appartamento in città. Presto si ritrovò nei ranghi della Justice Society of America (la vecchia squadra di suo padre), e unendosi formalmente alla squadra in All-Star Comics n. 72. Helena fu aggregata brevemente anche al gruppo supereroico Infinity, Inc., un gruppo composto da supereroi di seconda generazione, più che altro figli dei membri della JSA.
Helena sviluppò poi una forte amicizia con la sua compagna di squadra Power Girl, compagna nella JSA e nella Infinity, Inc. In più, Power Girl lavorava frequentemente con Robin e con un eroe chiamato Blackwing. Alcuni dei suoi nemici consistevano di Pensatore, il Joker, Lionmane (uno degli scagnozzi più amareggiati di sua madre), Karnage, Crimelord, Boa e Earthworm. Il suo amante per qualche tempo fu il procuratore distrettuale di Gotham Harry Sims. Nonostante il fatto che lei gli propose un'associazione ("Io li prendo, tu li metti dentro"), la loro relazione divenne più difficile in quanto Harry venne a conoscenza della sua identità segreta ed era quindi sempre preoccupato della sua vita. Ebbe un breve flirt con Robin, criticò la scelta di suo padre mentre cercava un'altra moglie, e le disse che un uomo normale non sarebbe riuscita soddisfarla.
Helena visitò molte volte Terra-Uno. La sua prima visita avvenne in Batman Family n. 17, dove incontrò il Batman di Terra-Uno, Robin, Batgirl e Batwoman, e combatté contro Catwoman, Poison Ivy e Madame Zodiac. Vedendo in lui il padre che ritornava da lei, prese a chiamare Batman di Terra-Uno "Zio Bruce", e costruì una relazione famigliare con lui. Come membro della Justice Society, partecipò a numerosi incontri annuali JLA/JSA, la maggior parte dei quali avevano luogo su Terra-Uno. Partecipò anche alla battaglia contro l'Aggiusticatore come parte delle forze femminili di terre multiple guidate dalla Wonder Woman di Terra-Uno. Altre eroine coinvolte in questa avventura inclusero Zatanna, Supergirl, Phantom Lady, Madame Xanadu, Power Girl, Black Canary, Wonder Girl, Raven e Starfire.
Nonostante il fatto che amava sua madre e divenne la Cacciatrice per vendicarne la morte, temette segretamente che poteva seguire le orme di sua madre. O combattendo una versione demoniaca di sua madre in una foschia indotta dai farmaci o combattendo la sua controparte di Terra-Uno che non riformò mai, Helena ebbe tempi difficili alle prese con la carriera criminale di sua madre, arrivando persino ad entrare in terapia. Cercando la controparte di Terra-Uno di sua madre, sperava segretamente che un giorno Catwoman si sarebbe riformata.

### Morte inCrisi sulle Terre Infinite
Nei mesi che portarono alla miniserie Crisi sulle Terre infinite nel 1985, Helena Wayne divenne sufficientemente popolare da meritare una sua serie invece di storie di rinforzo in Wonder Woman, ma la sua ultima comparsa individuale terminò con Harbinger che contemplava l'avvicinarsi della Crisi.
La Cacciatrice partecipò alla battaglia per salvare tutta la Creazione dall'Anti-Monitor e mentre lei, insieme a dozzine di altri eroi, riusciva a prevenire che il criminale cancellasse l'universo come se non fosse mai esistito, non di meno fallì nel prevenire la fine del Multiverso. Mentre parte di Terra-Due, insieme alle altre Terre, fu fusa nella Terra-Uno creando la Terra post-Crisi, la stessa Terra-Due fu distrutta. La Cacciatrice fu traumatizzata nell'apprendere che la sua Terra e la sua famiglia non solo non esistevano più ma che la storia riscritta non era mai esistita.
Nonostante collassò tra le braccia di Robin ad un certo punto, non di meno ella si galvanizzò per l'ultima battaglia dove lei (insieme a Robin e Kole) morì salvando numerosi bambini dai demoni ombra dell'Anti-Monitor. Quando la Crisi terminò, Helena Wayne, come i suoi genitori e il Robin di Terra-Due, scomparvero e furono dimenticati.
La sua ultima comparsa avvenne in Superman/Batman n. 27, dove Power Girl, i cui ricordi di Terra-Due furono ricostituiti, ricordò un'avventura che ebbe con la Cacciatrice in cui si scontrarono con Ultra-Humanite e Brainwave, dove Humanite intrappolò le menti di Superman e Batman nei corpi della cugina e della figlia rispettivamente.

### Ritorno inCrisi Infinita
Dopo gli eventi di Crisi infinita e 52, il Multiverso fu effettivamente ricostituito e tra quegli universi vi era la Terra-Due completa, con tanto di Cacciatrice.
In Justice Society of America Annual n. 1, Power Girl fu inviata su Terra-2 da Gog. Qui, fu scoperta dalla Cacciatrice che la riconobbe come la Power Girl del suo mondo che sparì dopo la prima Crisi. In questa nuova Terra-2, i cittadini credevano che quella fosse l'unica Terra rimasta dopo la Crisi. La Cacciatrice fece entrare Power Girl nella nuova Justice Society Infinity (fusione della JSA con la Infinity, Inc.) e la portò ad accelerare la sua vita. Dopo la morte di Alfred, la Cacciatrice cominciò ad estraniarsi dai suoi amici; Robin prese il posto di Batman come protettore globale, mentre la Cacciatrice proteggeva le strade di Gotham. Come la galleria dei nemici di suo padre cominciava a scomparire, Joker, ora anzianotto, volle ricreare Due-Facce sfigurando il presunto fidanzato della Cacciatrice, il procuratore distrettuale Harry Sims, con l'acido. La Cacciatrice tentò di ucciderlo, ma fu fermata da Power Girl; il piano di Joker di far uscire la Cacciatrice con lui gli si ritorse contro, e morì. Tuttavia, la Cacciatrice confessò a Power Girl che era Robin che lei amò fino a quel giorno.
La Cacciatrice non solo ritornò insieme alla Terra-Due, ma come Helena Kyle, nacque addirittura nella linea principale dell'Universo DC. Sua madre era ancora Selina Kyle, anche se suo padre era sconosciuto. Molti presunsero che fosse Batman, tuttavia si affermò successivamente che suo padre era il figlio di Sam Bradley. Nonostante avesse smesso di essere Catwoman per qualche tempo per occuparsi di lei, Selina infine volle mettere Helena in orfanotrofio sotto accordo con Batman, poiché temeva di essere incapace di proteggerla.
Un mese dopo, Helena fu adottata, e Catwoman chiese a Zatanna di cancellare ogni ricordo di sua figlia da lei, così che potesse smettere di pensare a sé stessa come a un'eroina. Zatanna rifiutò, poiché una tale azione sarebbe stata crudele sia per la madre che per la figlia e perché Selina era pronta per incominciare da sola il cammino che l'avrebbe tramutata in un'eroina. Catwoman si era riformata in un certo senso come sua figlia su Terra-Due, la Helena originale, aveva sempre sperato che facesse.

### The New 52
La Cacciatrice Helena Wayne ritornò all'inizio del rilancio di The New 52 con una miniserie di 6 numeri chiamata Huntress, pubblicata nell'ottobre 2011. Insieme a Power Girl, ricomincerà una revival della serie World's Finest Comics, scritta da Paul Levitz e illustrata da George Pérez e Kevin Maguire.
Fu annunciato che nella continuità della Terra-2 post-Flashpoint, Helena Wayne fu il Robin originale insieme a suo padre, Batman, e fu un personaggio molto più duro di cuore della sua versione precedente. Il Batman di Terra-2 fu ucciso insieme al Superman e alla Wonder Woman di quella Terra durante un'attentata invasione di Apokolips. Wayne adottò il soprannome della Cacciatrice dopo essere giunta accidentalmente nella Terra principale della DC grazie ad un Boomdotto, così come la Supergirl di Terra-2 cambiò il suo nome in Power Girl. La storia di World's Finest Comics avrebbe esplorato come Wayne e Power Girl giunsero sulla Terra principale e il loro tentativo di ritornare alla loro Terra di origine. La storia comincia cinque anni dopo il loro arrivo.

## Pubblicazioni
| Titolo                               | Materiale raccolto                                      | Data di Pubblicazione | ISBN               |
| ------------------------------------ | ------------------------------------------------------- | --------------------- | ------------------ |
| Huntress: Darkknight Daughter        | DC Super-Stars n. 17, Wonder Woman dal n. 271 al n. 295 | dicembre 2006         | ISBN 1-4012-0913-0 |
| Huntress: Crossbow at the Crossroads | Huntress vol. 3 dal n. 1 al n. 6                        | ottobre 2012          | ISBN 1-4012-3733-9 |

## Altri media
- La prima comparsa della Cacciatrice fuori dai fumetti avvenne nella serie televisiva del 1979 Legends of Superheroes, dove fu interpretata dall'attrice Barbara Joyce. La Cacciatrice e Black Canary furono le sole due eroine a comparire in un cast dei più grandi eroi DC, inclusi Batman, Flash e Capitan Marvel.
- La Cacciatrice comparve come personaggio nella serie live action Birds of Prey. Questa versione della Cacciatrice, interpretata dall'attrice Ashley Scott, si basò prevalentemente sulla sua versione della Bronze Age, anche se il suo nome nella serie fu quello di Helena Kyle. Qui, era la figlia di Batman e Catwoman, e fu cresciuta dalla madre senza sapere chi fosse suo padre fino alla morte di Catwoman per assassinio. In questa serie, la Cacciatrice lavorò insieme ad Oracolo e alla figlia di Black Canary come prima combattente del crimine di Gotham. A differenza delle versioni precedenti della Cacciatrice, la versione della serie televisiva possedeva super poteri di bassa entità, soprattutto agilità e forza incrementate.
- Nel 1999, Bruce Timm parlò di portare Helena Wayne/Cacciatrice in Batman of the Future, in quanto sarebbe stata una buona alternativa avere una Batgirl of the Future[10].
- La versione Helena Bertinelli comparve in Batman: The Brave and the Bold, ma mantenendo lo stile visivo della Cacciatrice della Silver Age, indossando il costume di Helena Wayne.